# Variante Melipilla

La Autovía Melipilla es la denominación de la Autovía Chilena de Peaje, que recorre la Metropolitana de Santiago, en el Valle Central de Chile, al Oriente de Melipilla. En la Autovía, destaca el Puente Ingeniero Marambio, sobre el Río Maipo, en Huilco.
Corresponde a la Concesión Melipilla S.A.

## Autovía Melipilla

### Sectores en Autovía
- Pomaire·Huilco 8 km de calzada simple.

### Enlaces
- Autopista del Sol
- kilómetro 0 Enlace Rapel·Autopista del Sol.
- kilómetro 8 Enlace Huilco·Lago Rapel.
- Ruta Melipilla-Lago Rapel

### Plazas de Peajes
- kilómetro 1 Troncal Melipilla.